# Walter Freund
Walter Freund (* 15. Dezember 1928 in Recklinghausen; † 22. November 1991 in Warburg) war ein deutscher Gymnasiallehrer und Historiker.

## Leben
Walter Freund, dessen Familie ursprünglich aus Schlesien stammte, verbrachte seine Kindheit in Recklinghausen und Erkenschwick. Sein Abitur machte er am Gymnasium Petrinum Recklinghausen. Danach studierte er Latein, Griechisch, Geschichte und Kunstgeschichte an der Universität München und an der Universität Münster, wo er 1957 promoviert wurde.
Über 30 Jahre war er als Lehrer – zuletzt als Studiendirektor – am Gymnasium Marianum in Warburg tätig. Er starb noch vor Erreichen der Altersgrenze an einer Krebserkrankung.
Freund war maßgeblich am Aufbau des  Museums im „Stern“ in Warburg beteiligt und wirkte 1986 bei der Herausgabe der „Warburger Stadtgeschichte“ mit.
Bis zu seinem Tode war er Mitglied des Beirates des  Paderborner Altertumsvereins.

## Schriften (Auswahl)
- modernus und andere Zeitbegriffe des Mittelalters, Diss. phil. Univ. Münster (Neue Münstersche Beiträge zur Geschichtsforschung, Bd. 4), Köln 1957
- Mitarbeit in: Heinrich Krefeld: Hellenika. Ein Begleitbuch für die griechische Lektüre, Frankfurt / M., 2. Aufl. 1964
- Ein spätgotisches Retabel in Warburg, in: Westfalen, Bd. 57 (1979), S. 158+159
- Die  Kirchen der Dominikaner in Warburg, in: 700 Jahre Dominikaner in Warburg. 1281–1981. Festschrift, Warburg 1981, S. 63–70
- Kleiner kunstgeschichtlicher Führer Warburg, Warburg 1983
- Sakrale Kunst in Warburg, in: Die Stadt Warburg 1036–1986, Beiträge zur Geschichte einer Stadt, Teil 2, herausgegeben von Franz Mürmann, Warburg 1986, S. 93–129
- Anton Eisenhoit und Mercatis „Metallotheca“, in: Jahrbuch Kreis Höxter 1989, S. 171–176
- Kath. Pfarrkirche St. Johannes Baptista, Warburg-Neustadt, (Kleine Kunstführer, Schnell & Steiner, Heft 1826), München 1990